# فريتز ستيرلينغ لي
فريتز ستيرلينغ لي (بالإنجليزية: Frederic S. Lee)‏ هو اقتصادي بريطاني، ولد في 24 نوفمبر 1949 في ناياك في الولايات المتحدة، وتوفي في 23 أكتوبر 2014 في ويبستر غروفز في الولايات المتحدة.